# Bienvenida Esperanza
Bienvenida Esperanza es una telenovela venezolana de 1983, que fue producida y transmitida por RCTV. Fue escrita por Fausto Verdial, dirigida por Renato Gutiérrez y protagonizada por Mayra Alejandra y Carlos Olivier.

## Sinopsis
Esperanza es una chica de clase media cuya familia hace una fortuna en la pista de carreras. Esperanza conoce a Julio Mendizabal, el hijo de un rico comerciante y se enamoran. 
Julio ya está comprometido con Mariana Trias y cuando se enfrenta a una elección decide casarse con su novia, dejando a Esperanza desilusionada y embarazada. Su padre le echa de la casa, pero Jacinto, quien creció con ella, propone casarse con ella y criar al niño como suyo. Ella acepta.
Mientras tanto el matrimonio de Julio y Mariana ha terminado y él trata de volver con Esperanza y su hijo, por lo que ella no lo rechazan de inmediato como se supone que debería hacerlo debido a su abandono, por esta razón Jacinto se vuelve frío y duro con ella; es así como Esperanza se da cuenta de que se ha enamorado de Jacinto y ha olvidado a Julio.

## Elenco
- Mayra Alejandra (†)- Esperanza Acuña
- Carlos Olivier (†)- Jacinto Núñez
- Tatiana Capote - Mariana Trías
- Félix Loreto - Julio Mendizábal
- Hazel Leal - Anaminta Acuña
- Alicia Plaza - Meliza Acuña
- Aroldo Betancourt - Iván
- Yanis Chimaras (†)- Gabriel Iñesta
- Hilda Abrahamz - Yoselin Mendizábal
- América Barrios (†)- Doña Mercedes De Trías
- Flavio Caballero - José María Delgado
- Elba Escobar - Zoraida Vda. De García
- José Paniagua - Sabu Acuña
- Leida Torrealba (†)- Doña Aura
- Hugo Pimentel (†)- Don Rogelio Trías
- Igor Reverón (†)- Juan Peña "Guayabero"
- Pablo Gil (†)-
- Fernando Gil - José Mendez
- Eric Noriega (†)- Juan Perdomo
- Efraín Cedeño -
- Amalia Pérez Díaz (†)- Doña Amanda Acuña Vda. De Núñez
- Gladys Cáceres - Doña Teodora De Mendizábal
- Dilia Waikkarán - Doña Emilia De Acuña
- Virgilio Galindo (†)- Don Erasmo
- Julio Alcázar - Eleazar Vargas
- Carlos Márquez (†)- Don Justo Mendizábal
- Víctor Cámara - Gerardo Aparicio
- Alberto Marín (†)- Don Tomás Acuña
- Mahuampi Acosta (†)- Doña Remedios De Aparicio
- Alfonso Urdaneta (†)- Don Aristides Aparicio
- Ernesto Balzi - Johnny
- Yajaira Paredes - Eloísa "Viki"
- Leopoldo Regnault - Alejandro
- Humberto Tancredi (†)- Doctor
- Carlos Villamizar - Joaquín Robles
- Alejo Felipe (†)- Comisario Policial
- Antonio Machuca - Cómplice de Julio
- Carlos Flores (†) - Gurmán
- Carlos Fraga - Iván
- Lino Ferrer - Inspector Rosales
- Maria Del Pilar - La Colombiana
- Olga Rojas - Enfermera
- Veronica Doza - Enfermera
- Lourdes Medrano (†) - Madre de Guayabero
- Chiclayano (†) - Amigo de Jacinto
- Ron Duarte - Empleado
- Orlando Zarramera - Amigo de Gabriel
- Alfredo Sandoval (†) - Agente Policial
- Oswaldo Paiva - Amigo de Julio
- Jeniree Blanco
- Fernando Arriagada
- Maria Escalona (†)
- William Bracamonte
- Pedro Espinoza (†)
- Manolo Manolo (†)